# Lachaussée
Lachaussée è un comune francese di 270 abitanti situato nel dipartimento della Mosa nella regione del Grand Est.

## Geografia fisica

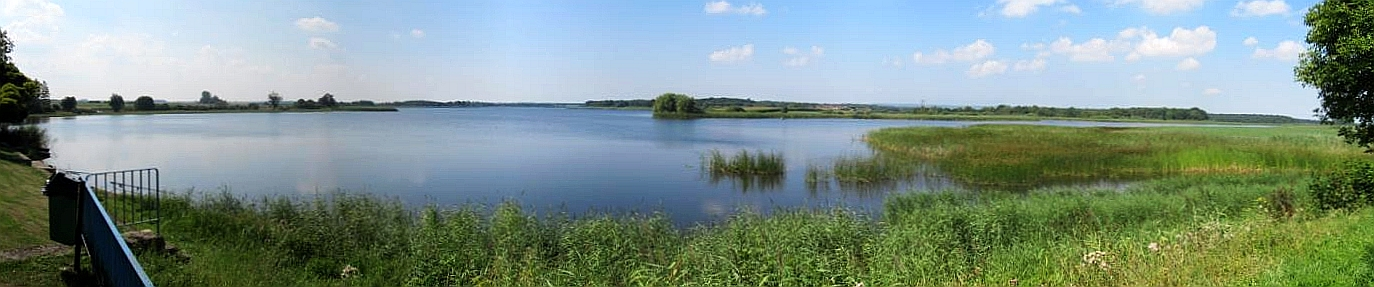
Lo stagno di Lachaussée

Il villaggio di Lachaussée giace sul margine a sud-est di un grande stagno (Étang de Lachaussée), che fu creato nel Medioevo da una palude e poi destinato alla piscicoltura.

## Società

### Evoluzione demografica
Abitanti censiti